# سوسکچه‌های نخستین بلینا
سوسکچه‌های نخستین بلینا(نام علمی: Belinae) نام یک زیرخانواده از تیره سوسکچه‌های نخستین است.